# Шаракоїс Дмитро Володимирович
Дмитро́ Володи́мирович Шарако́їс (рос. Дмитрий Владимирович Шаракоис; нар. 15 грудня 1986, Москва, Російська РФСР) — російський актор, найвідоміша роль якого — Лєвін в телесеріалі «Інтерни».

## Життєпис
У 2006 році закінчив РАТМ, курс С. Голомазова. Як запрошений актор грав у спектаклях Театру на Малій Бронній («Тайна старого шкафу», Едмунд), Театру ім. Маяковського («Тартюф», Даміс), Московського ТЮЗа («Два клени», Іванушка; «Зелена пташка», Дзанні; «Неймовірний Ілюзіон Ерні», Ерні; «Пітер Пен», Джон Майкл Дарлінг).

## Фільмографія
- 2003 — Кохання і фарби
- 2004—2006 — Опера. Хроніки вбивчого відділу — Іван Ложкін
- 2004—2006 — Моя прекрасна нянька
- 2005 — 9 рота
- 2006 — На низькій частоті
- 2006 — Ніхто не знає про секс — Гера
- 2006 — Остання сповідь — Борис-сирота
- 2006—2007 — Хто в домі господар?
- 2007 — Школа № 1 — Максим
- 2007 — Скарб
- 2007 — Життя зненацька — Артем
- 2007 — Артистка
- 2008 — Загін — Герман Фонтішин
- 2008 — Нова Земля
- 2009 — Блудні діти
- 2009 — Меч — наркодилер Буратіно
- 2010 — Викрадення Богині
- 2010 — Обрив
- 2010 — Майонез
- 2010 — Інтерни — інтерн Борис Аркадійович Левін
- 2016 — Якби та якби — Серж Помєранцев